# Arday Ida
Arday Ida, Here Ida, Hervey Here Ida (Pest, 1862. október 14. – Debrecen, 1909. március 8.) magyar színésznő. 

## Családja
Szülei Arday János és Ardayné Hervei Ida (Here Judit), testvérei Arday Árpád és Arday Attila mind színészek voltak.

## Pályafutása
Törvénytelen gyermekként született, 1863. június 19-én keresztelték a Pesten, a Kálvin téri református templomban. Gyerekszínészként eleinte anyjával, Hervei Idával lépett színpadra 1877. október 1-én. Játszott Kassán, Jakab Lajos társulatánál, majd 1887-ben a Thália szövetkezetnél, 1889—90-ben Valentin Lajos igazgatása alatt, 1891-ben Aradi Gerőnél, 1894-ben Tiszay Dezsőnél. 1908. december 22-én jubilált. Drámai színésznőként elsőrendűnek bizonyult, zengő hangjával kiváló tudott bánni, emiatt a „kis Jászai”-nak nevezték. Több műfajban is sikerrel szerepelt, alacsony termete ellenére népszerű művésznője volt a vidéki színpadoknak.

## Fontosabb szerepei
- Elektra (Szophoklész)
- Maritta (Dóczy L.: A csók)
- Ördög Sára (Szigligeti Ede: A tolonc)
- Eszter (Cifra nyomorúság)
- Claire (Vasgyáros)
- Lydia (Sötét pont)
- Hertha (Egy csepp méreg)
- Catharina (Utolsó szerelem)
- Erzsébet (A király házasodik)

## Működési adatai
1877: Károlyi Lajos; 1878: Szegedy Mihály és Kovács-Gerő Jakab; 1879: Völgyi György; 1881–83: Tóth Béla; 1883: Mosonyi Károly; 1884–88: Jakab Lajos; 1888: Tiszay Dezső; 1889: Valentin Lajos; 1890: Makó Lajos; 1891: Aradi Gerő; 1892–95: Tiszay Dezső; 1895–97: Halmai Imre; 1897: Leszkay András; 1898: Kövesi Albert; 1899: Rakodczay Pál; 1900: Deák Péter; 1902: Janovics Jenő; 1903–1905: Makó Lajos; 1905–1908: Zilahy Gyula.